# 埃德加·伯吉斯
埃德加·伯吉斯（英語：Edgar Burgess，1891年9月23日—1952年4月23日），英国男子赛艇运动员。他曾代表英国参加1912年夏季奥林匹克运动会赛艇比赛，获得男子八人单桨有舵手金牌。